# Stizus fedtschenkoi
Stizus fedtschenkoi  (лат.) — вид песочных ос из подсемейства Bembicinae (триба Stizini). Азербайджан, Казахстан, Узбекистан, Туркменистан. Длина около 2,5 см (от 22 до 28 мм). Щитик среднеспинки рыжий, второй брюшной тергит с прерванной жёлтой перевязью. Усики самок 12-члениковые (у самцов состоят из 13 сегментов). Внутренние края глаз субпараллельные (без выемки). Брюшко сидячее (первый стернит брюшка полностью находится под тергитом). В переднем крыле три кубитальные ячейки. Гнездятся в земле. Вид был впервые описан в 1877 году российским гименоптерологом Октавием Ивановичем Радошковским (1820—1895) и назван в честь российского путешественника Алексея Павловича Федченко (1844—1873).